# محاكاة التدفق
FEFLOW (نظام التدفق الجوفي للعناصر المحدودة) هو برنامج حاسوبي لمحاكاة تدفق المياه الجوفية ، ونقل الكتلة ونقل الحرارة في الوسائط سهلة الاختراق والممزقة. يستخدم البرنامج تحليل العناصر المحدودة لحل معادلة تدفق المياه الجوفية لكل من الظروف المشبعة وغير المشبعة وحل معادلة نقل الكتلة والحرارة ، متضمنّا تأثيرات كثافة السوائل والحركيات الكيميائية لأنظمة التفاعل متعددة المكونات .

## التاريخ
تم تقديم البرنامج لأول مرة من قبل هانز جورج جي ديرش في عام 1979 ، انظر  و.  وقام بتطوير البرنامج في معهد الميكانيكا التابع للأكاديمية الألمانية للعلوم في برلين حتى عام 1990 م. في عام 1990 م كان أحد المكتشفين لـ WASY GmbH في برلين ، ألمانيا (اختصار WASY يترجم من الألمانية إلى معهد تخطيط الموارد المائية وبحوث النظم ) ، حيث FEFLOW طوّر بشكل أكبر ، وبشكل مستمر تم تحسينه وتوسيعه كصفقة محاكاة تجارية. في عام 2007 م ، قامت شركة DHI بشراء أسهم شركة WASY GmbH. شركة WASY صارت مدمجة وأصبح FEFLOW جزءًا من ملف برنامج مجموعة DHI. يتم تطوير FEFLOW بشكل أكبر في DHI من قبل فريق دولي. من خلال توزيع البرنامج والخدمات في جميع أنحاء العالم.

## التكنولوجيا
البرنامج متوفر في كل من إصدارات 32 بت و64 بت لأنظمة التشغيل Microsoft Windows وLinux .
الأساس النظري لـ FEFLOW موصوف بالكامل في كتاب FEFLOW الشامل.  ويغطي نطاق واسع من القضايا المادية والحسابية في مجال نمذجة الوسائط سهلة الاختراق / الممزقة. يبدأ الكتاب بنظرية أكثر عمومية لكل ظواهر التدفق والنقل ذات الصلة على أساس ميكانيكا الأوساط المستمرة ، تطور بانتظام إطار العمل الأساسي لأصناف مهمة من المشكلات ( على سبيل المثال ، ظواهر التدفق والنقل متعددة الأطوار / متعددة الأنواع غير متساوية الحرارة ، وسائط سهلة الاختراق مشبعة بشكل متغيّر ، تدفق المياه الجوفية السطحية الحرة ، معادلات متوسط الخزان الجوفي ، عناصر الميزة المنعزلة ) ، ويقدم طرائق العناصر المحدودة لحل معادلات التوازن الأساسية متعددة الأبعاد ، بالتفصيل يناقش الخوارزميات العددية المتقدمة للمشكلات غير الخطية والخطية الناتجة ، ويكتمل بعدد من المقاييس ، وتطبيقات وتمارين لتوضيح الأنواع المختلفة من مشكلات نقل التدفق ، والكتلة والحرارة (على سبيل المثال ، التدفق تحت سطح الأرض ومشكلات التسرب ، والتدفق غير المشبع - المشبع، والنقل الانتشاري التأهيلي، تسرب المياه المالحة ، تدفق الحرارة الأرضية والتباين الحراري ).

## محاكيات المياه الجوفية الأخرى
- MODFLOW
- نظام نمذجة المياه الجوفية
- MARTHE
- HydroGeoSphere
- HYDRUS
- PORFLOW
- MicroFEM LT
- OpenGeoSys
- Leapfrog Hydro
- ECLIPSE simulator مع ملحق H2O

## برامج مناظرة
- Trefry، M.G.؛ Muffels, C. (2007). "FEFLOW: a finite-element ground water flow and transport modeling tool". Ground Water. ج. 45 ع. 5: 525–528. DOI:10.1111/j.1745-6584.2007.00358.x.

## روابط إضافية
- الموقع الرسمي